# Comité National Olympique et Sportif Centrafricain
Das Comité National Olympique et Sportif Centrafricain ist das Nationale Olympische Komitee der Zentralafrikanischen Republik.

## Geschichte
Das NOK wurde 1961 gegründet und 1965 vom Internationalen Olympischen Komitee anerkannt.